# Avenue du Général-Leclerc (Boulogne-Billancourt)
Pour les articles homonymes, voir Rue du Général-Leclerc.
L'avenue du Général-Leclerc est une voie de communication située à Boulogne-Billancourt.

## Situation et accès
Elle fait partie de l'axe reliant la porte de Saint-Cloud au pont de Sèvres.
Elle commence à la place Marcel-Sembat (anciennement rond-point de Billancourt), dans le prolongement de l'avenue Édouard-Vaillant. C'est l'axe historique reliant Paris à Versailles. Elle se termine à la Seine.
L'avenue du Général-Leclerc est parcourue en souterrain par la ligne 9 du métro et desservie par les stations Marcel Sembat, Billancourt et Pont de Sèvres.

## Origine du nom
Cette avenue a été formée de la partie ouest de l'avenue Édouard-Vaillant. Son nom rend hommage à Philippe Leclerc de Hauteclocque (1902-1947), figure majeure de la libération de la France lors de la Seconde Guerre mondiale.

## Historique
Cette voie de communication fut créée au début du XIXe siècle, pour remplacer l'ancienne route de Versailles (actuellement rue du Vieux-Pont-de-Sèvres) qui menait à Paris.

## Bâtiments remarquables et lieux de mémoire

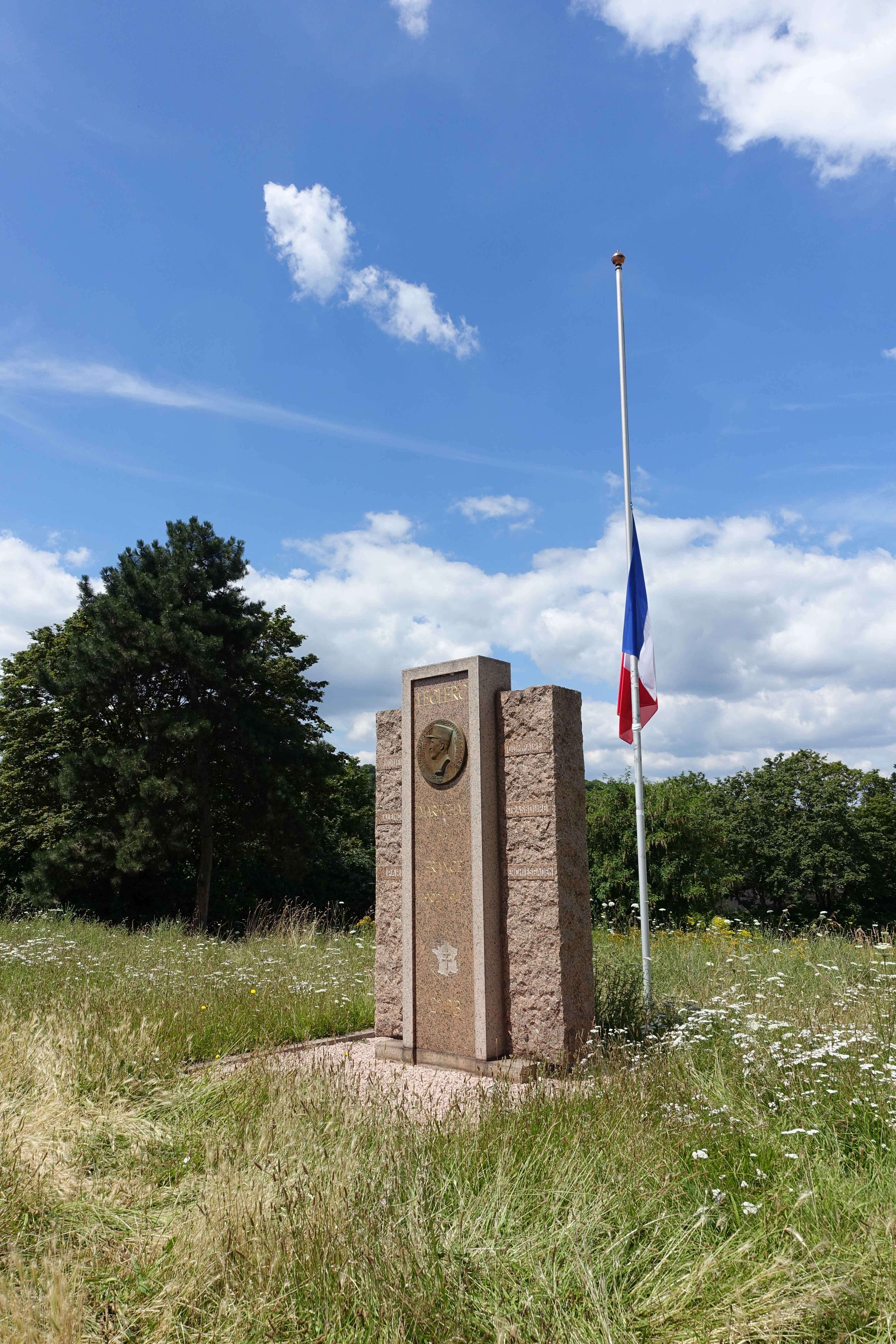
Stèle de la 2e division blindée, drapeau en berne.

- Au numéro 21, un immeuble d'habitation à bon marché réalisé en 1929 par l'architecte Jacques Debat-Ponsan[5].
- Au niveau du pont de Sèvres, monument commémorant l'entrée dans la ville de la 2e division blindée, le 24 août 1944[6].